# BET Awards 2022
Die BET Awards 2022 waren die 22. von Black Entertainment Television (BET) vergebenen BET Awards, die an Künstler in den Bereichen Musik, Schauspiel, Film und Sport vergeben wurden. Die Verleihung fand am 26. Juni 2022 im Microsoft Theater, Los Angeles, Kalifornien statt. Die Moderation übernahm wie im Vorjahr Taraji P. Henson.
Am häufigsten nominiert war Doja Cat mit sechs Nominierungen. Mit vier gewonnenen Preisen war Anderson Paak Sieger des Abends.
Der BET Lifetime Achievement Award wurde an Sean Combs (auch bekannt als Puff Daddy und P.Diddy) vergeben.

## Liveauftritte
| Künstler | Song(s) |
| --- | --- |
| Lizzo | About Damn Time |
| Jack Harlow DJ Drama Lil Wayne Brandy                                                                        | Poison First Class |
| Maverick City Music Kirk Franklin                                                                            | Kingdom Melodies from Heaven |
| Fireboy DML                                                                                                  | Playboy Peru |
| Doechii | Persuasive Crazy |
| Muni Long | Time Machine Hrs and Hrs |
| Chance the Rapper Joey Badass                                                                                | The Highs & the Lows |
| Ella Mai Babyface Roddy Ricch                                                                                | DFMU Keeps On Fallin How |
| Latto Young Dirty Bastard Mariah Carey                                                                       | It's Givin Big Energy (Remix) |
| Diddy Jodeci Mary J. Blige Shyne Bryson Tiller Busta Rhymes The Lox Lil’ Kim Faith Evans Maverick City Music | Medley Come and Talk to Me I'm Goin' Down Victory Bad Boyz All About the Benjamins Pass the Courvoisier, Part II Gotta Move On I’ll Be Missing You |
| Chlöe | Surprise Treat Me |
| Giveon | Heartbreak Anniversary For Tonight Lie Again |
| BET Amplified Stage                                                                                          | |
| Gogo Morrow                                                                                                  | In the Way |
| Ogi | I Got It |

## Gewinner und Nominierte
Die Gewinner sind fett markiert und vorangestellt.
| Album of the Year | Video of the Year |
| --- | --- |
| - An Evening with Silk Sonic – Silk Sonic - Back of My Mind – H.E.R. - Call Me If You Get Lost – Tyler, the Creator - Certified Lover Boy – Drake - Donda – Kanye West - Heaux Tales, Mo' Tales: The Deluxe – Jazmine Sullivan - Planet Her – Doja Cat | - Baby Keem and Kendrick Lamar – Family Ties - Silk Sonic – Smokin out the Window - Chlöe – Have Mercy - Doja Cat featuring SZA – Kiss Me More - Ari Lennox – Pressure - Drake featuring Future and Young Thug – Way 2 Sexy                                                                                    |
| Best New Artist | Best Collaboration |
| - Latto - Baby Keem - Benny the Butcher - Bleu - Muni Long - Tems | - Wizkid featuring Justin Bieber and Tems – Essence - DJ Khaled featuring Lil Baby and Lil Durk – Every Chance I Get - Baby Keem and Kendrick Lamar – Family Ties - Doja Cat featuring SZA – Kiss Me More - Drake featuring Future and Young Thug – Way 2 Sexy - Bia featuring Nicki Minaj – Whole Lotta Money |
| Best Female R&B/Pop Artist | Best Male R&B/Pop Artist |
| - Jazmine Sullivan - Ari Lennox - Chlöe - Doja Cat - H.E.R. - Mary J. Blige - Summer Walker | - The Weeknd - Bleu - Blxst - Chris Brown - Giveon - Lucky Daye - Wizkid |
| Best Female Hip Hop Artist | Best Male Hip Hop Artist |
| - Megan Thee Stallion - Cardi B - Doja Cat - Latto - Nicki Minaj - Saweetie | - Kendrick Lamar - Drake - Future - J. Cole - Jack Harlow - Kanye West - Lil Baby |
| Best Group | Dr. Bobby Jones Best Gospel/Inspirational Award |
| - Silk Sonic - Chloe x Halle - City Girls - Lil Baby and Lil Durk - Migos - Young Dolph and Key Glock | - Kirk Franklin and Lil Baby – We Win - Marvin Sapp – All in Your Hands - Kanye West – Come to Life - Kelly Price – Grace - Fred Hammond – Hallelujah - H.E.R. and Tauren Wells – Hold Us Together (Hope Mix) - Elevation Worship and Maverick City Music – Jireh                                              |
| BET Her Award | Video Director of the Year |
| - Mary J. Blige – Good Morning Gorgeous - Alicia Keys – Best of Me (Originals) - Chlöe – Have Mercy - Ari Lennox – Pressure - Jazmine Sullivan – Roster - Summer Walker featuring Ari Lennox – Unloyal - Doja Cat – Woman                              | - Anderson .Paak - Benny Boom - Beyoncé and Dikayl Rimmasch - Director X - Hype Williams - Missy Elliott |
| Best Movie | Best Actress |
| - King Richard - Candyman - Respect - Space Jam: A New Legacy - Summer of Soul - The Harder They Fall | - Zendaya - Aunjanue Ellis - Coco Jones - Issa Rae - Jennifer Hudson - Mary J. Blige - Queen Latifah - Quinta Brunson - Regina King |
| Best Actor | YoungStars Award |
| - Will Smith - Adrian Holmes - Anthony Anderson - Damson Idris - Denzel Washington - Forest Whitaker - Jabari Banks - Sterling K. Brown | - Marsai Martin - Akira Akbar - Demi Singleton - Miles Brown - Saniyya Sidney - Storm Reid |
| Sportswoman of the Year | Sportsman of the Year |
| - Naomi Ōsaka - Brittney Griner - Candace Parker - Serena Williams - Sha'Carri Richardson - Simone Biles | - Stephen Curry - Aaron Donald - Bubba Wallace - Giannis Antetokounmpo - Ja Morant - LeBron James |
| Best International Act | Lifetime Achievement Award |
| - Tems (Nigeria) - Dave (UK) - Dinos (France) - Fally Ipupa (DRC) - Fireboy DML (Nigeria) - Little Simz (UK) - Ludmilla (Brasilien) - Major League DJz (Südafrika) - Tayc (Frankreich)                                                                 | - Sean Combs |
| Best New International Act | |
| - MD Chefe (Brasilien) - Ayra Starr (Nigeria) - Pheelz (Nigeria) - Cleo Sol (UK) - SDM (France) - Digga D (UK) - Guy2BezBar (Frankreich) - Young Stunna (Südafrika)                                                                                    | |